# Сааль (кантон)
Саа́ль (фр. Saales) — кантон у Франції, в департаменті Нижній Рейн регіону Ельзас.

## Склад кантону
Кантон включає в себе 7 муніципалітетів:
| Муніципалітет   | Площа | Населення, осіб | Рік  |
| --------------- | ----- | --------------- | ---- |
| Бур-Брюш        | 15,02 | 454             | 2007 |
| Кольруа-ла-Рош  | 8,18  | 477             | 2007 |
| Плен            | 22,84 | 946             | 2007 |
| Ранрю           | 14,68 | 343             | 2007 |
| Сааль           | 9,88  | 940             | 2007 |
| Сен-Блез-ла-Рош | 2,39  | 228             | 2007 |
| Соксюр          | 12,84 | 526             | 2007 |

## Консули кантону
| Період    | Консул           | Посада                      |
| --------- | ---------------- | --------------------------- |
| 1985—2004 | Pierre Grandadam | Мер муніципалітету Плен     |
| 2004—2011 | Alice Morel      | Мер муніципалітету Бельфосс |

| Франція | Це незавершена стаття з географії Франції. Ви можете допомогти проєкту, виправивши або дописавши її. |